# Nes, Akershus
Nes là một đô thị ở hạt Akershus, Na Uy.

## Lịch sử
Giáo xứ Næs thành lập đô thị của riêng mình vào ngày 1 tháng 1 năm 1838.

## Địa lý
Đô thị này giáp Eidsvoll, Ullensaker, Sørum và Aurskog-Høland ở Akershus và Eidskog, Sør-Odal và Nord-Odal ở hạt Hedmark. Nes có 168 hồ.

### Các làng
Årnes
Vormsund
Skogrand
Aulifeltet
Neskollen
Fenstad
Brårud
Fjellfoten

## Nhân khẩu
| Quốc gia    | Số lượng |
| ----------- | -------- |
| Ba Lan      | 461      |
| Lithuania   | 257      |
| Thụy Điển   | 141      |
| Nga         | 134      |
| Đức         | 116      |
| Eritrea     | 115      |
| Thái Lan    | 106      |
| Đan Mạch    | 105      |
| Pakistan    | 97       |
| Philippines | 85       |